# Comrades Marathon
Le Comrades Marathon (litt. « marathon des camarades ») est un ultra-marathon d'environ 89 kilomètres (56 miles), qui se court chaque année dans la province du KwaZulu-Natal en Afrique du Sud, entre les villes de Durban et Pietermaritzburg.
C'est la plus ancienne course d'ultra-marathon du monde.

## Conditions d'inscription, règles et médailles

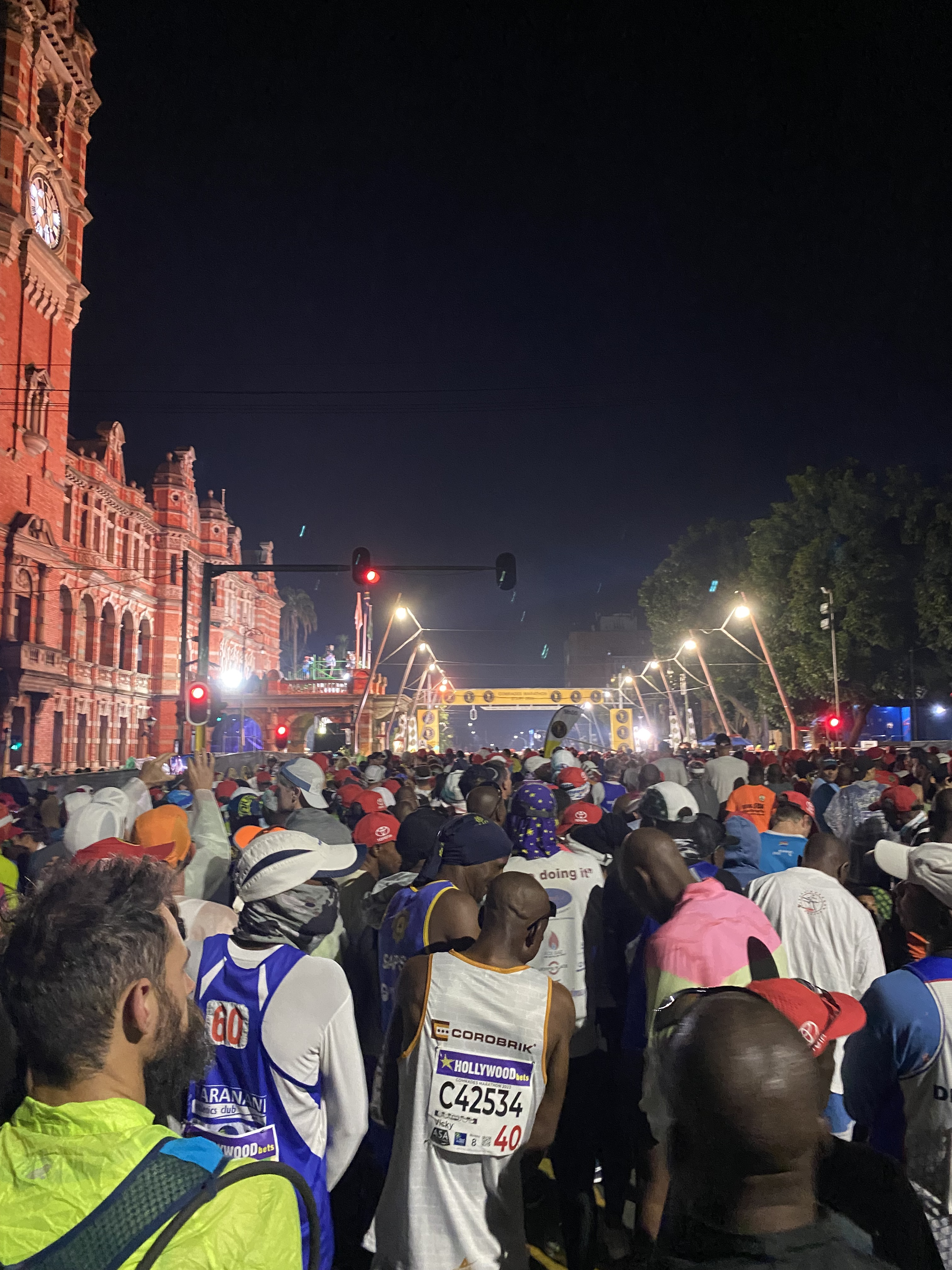
Coureurs attendant le départ du Comrades Marathon 2023.

Pour être admis à la course, les participants doivent être âgés de plus de vingt ans et doivent être en mesure de courir un marathon (42,2 km) officiellement reconnu en moins de cinq heures. Lors du Comrades Marathon, les athlètes doivent atteindre cinq points de passage dans un temps imparti pour pouvoir terminer la course, et cela dans un esprit de camaraderie, d'abnégation, de dévouement, de persévérance et d'ubuntu.
Le nombre de participants est plafonné à 20 000 coureurs, originaires de plus de 60 pays. Depuis 1988, plus de 10 000 coureurs rallient l'arrivée dans le délai imparti de 11 heures, allongé à 12 heures depuis 2003.
Un participant ayant terminé jusqu'à neuf éditions porte un dossard de couleur jaune tandis qu'un participant ayant terminé dix éditions porte un dossard de couleur verte lui permettant de le garder de façon permanente pour toutes les éditions futures.
La course est régulée par l'Association internationale des fédérations d'athlétisme (IAAF), la Fédération sud-africaine d'athlétisme (ASA), la KZN Athletics (KZNA) et la Comrades Marathon Association (CMA).
Avant 2000, seules les médailles d'or, d'argent et de bronze étaient décernées. Les médailles Bill Rowan sont introduites en 2000 en hommage au premier vainqueur de l'épreuve en 1921. Les médailles Vic Clapham sont introduites en 2003 en hommage au fondateur de l'épreuve. Les médailles Wally Hayward sont introduites en 2007 en hommage au quintuple vainqueur de l'épreuve.
Les médailles sont décernées de la manière suivante depuis l'année 2007 :
- médailles d'or : pour les 10 premiers hommes et les 10 premières femmes ;
- médailles Wally Hayward (en argent au milieu avec un cercle doré) : de la 11e place à tous les participants terminant l'épreuve en moins de 6 heures ;
- médailles d'argent : à tous les participants terminant l'épreuve entre 6 heures et 7 heures 29 minutes et 59 secondes ;
- médailles Bill Rowan (en bronze au milieu avec un cercle argenté) : à tous les participants terminant l'épreuve entre 7 heures 30 minutes et 8 heures 59 minutes et 59 secondes ;
- médailles de bronze : à tous les participants terminant l'épreuve entre 9 heures et 10 heures 59 minutes et 59 secondes ;
- médailles Vic Clapham (en cuivre) : à tous les participants terminant l'épreuve entre 11 heures et 11 heures 59 minutes et 59 secondes.

## Parcours

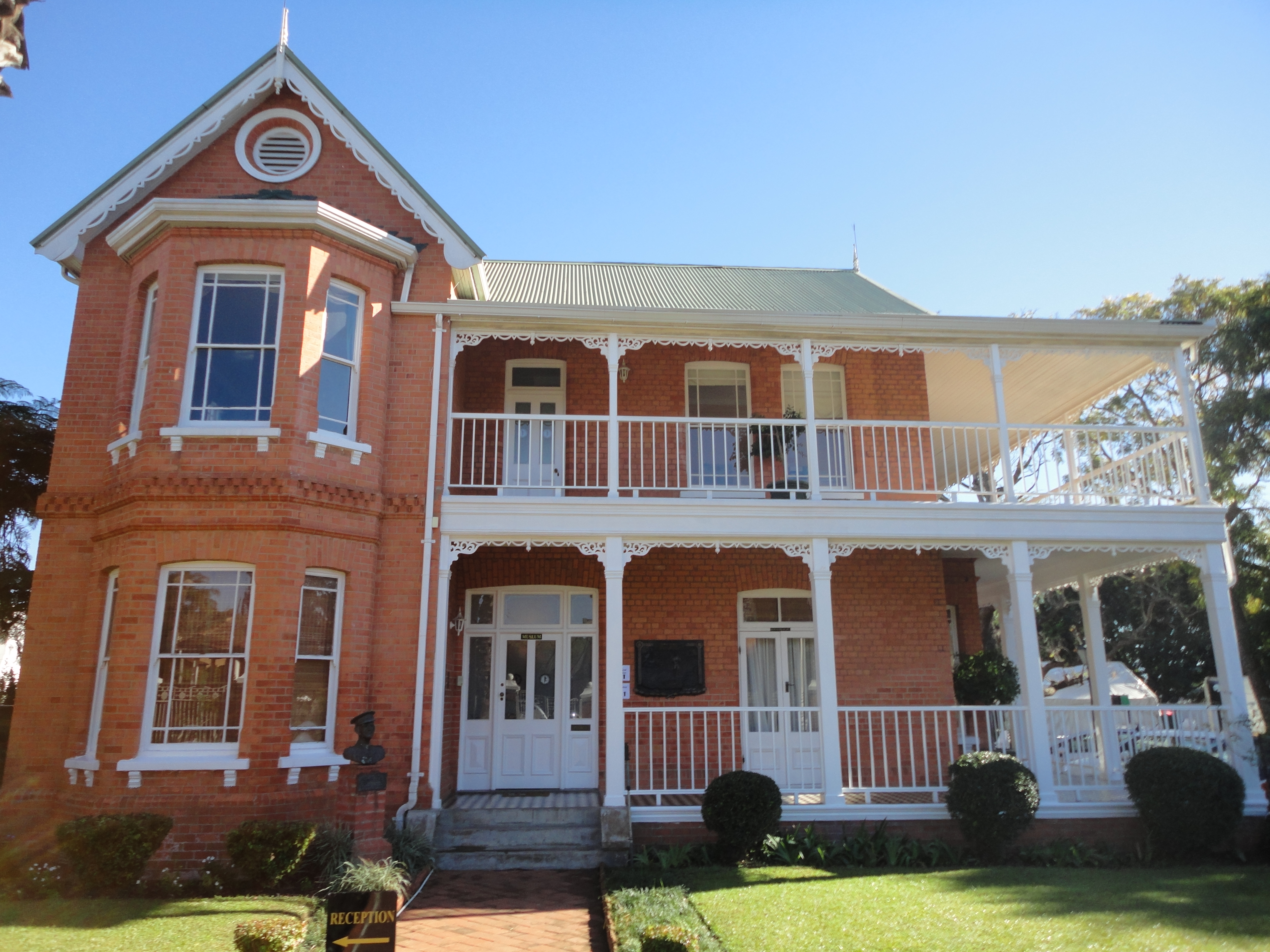
Le Comrades Marathon House, siège de la Comrades Marathon Association (CMA) à Pietermaritzburg, où sont gardées les statistiques de course et les archives.

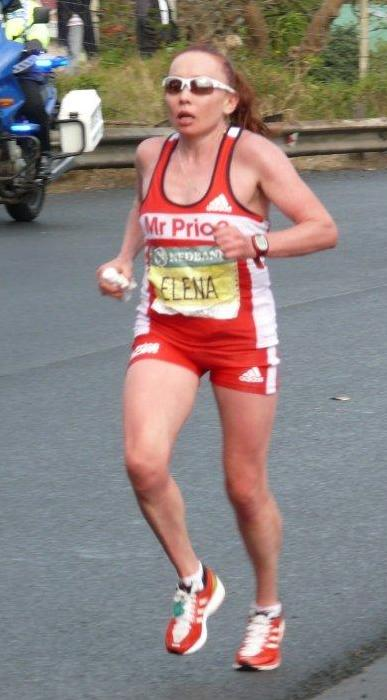
La Russe Elena Nurgalieva lors de l'épreuve en 2012.

Il y a une alternance du sens de la course dont le départ est fixé une année sur deux à Durban pour une course « montante » de 87 km, la compétition partant de Pietermaritzburg pour une course « descendante » de 89 km l'année suivante. Le parcours comporte quelques collines qui sont balisées par les « Big Five » : Cowies Hill (1), Field's Hill (2), Botha's Hill (3), Inchanga (4) et Polly Shortts (5).
| Points de passage              | Points de passage            | Points de passage |
| Lieu                           | Coordonnées                  |                   |
| ------------------------------ | ---------------------------- | ----------------- |
| Mairie de Pietermaritzburg (d) | 29° 36′ 07″ S, 30° 22′ 46″ E |                   |
| Harry Gwala Stadium (m)        | 29° 37′ 03″ S, 30° 23′ 08″ E |                   |
| Polly Shortts                  | 29° 39′ 34″ S, 30° 26′ 11″ E |                   |
| Point culminant (870 mètres)   | 29° 42′ 50″ S, 30° 29′ 43″ E |                   |
| Inchanga                       | 29° 44′ 38″ S, 30° 40′ 40″ E |                   |
| Mi-course, Drummond            | 29° 44′ 58″ S, 30° 42′ 08″ E |                   |
| Botha's Hill                   | 29° 45′ 05″ S, 30° 44′ 23″ E |                   |
| Field's Hill                   | 29° 47′ 38″ S, 30° 50′ 57″ E |                   |
| Cowies Hill                    | 29° 49′ 40″ S, 30° 53′ 33″ E |                   |
| Kingsmead Cricket Ground (d)   | 29° 51′ 00″ S, 31° 01′ 40″ E |                   |
| Mairie de Durban (m)           | 29° 51′ 29″ S, 31° 01′ 32″ E |                   |

## Santé
Dans un sondage réalisé parmi 2 005 participants, 25 % reportent des crampes, 18 % des nausées, 8 % des vomissements, 13 % des vertiges, 3 % des diarrhées, 23 % des douleurs (autres que les jambes lourdes) et 14 % de la fatigue de nature à être en incapacité de continuer la course. Parmi les athlètes les plus chevronnés (médaillés d'argent), on dénombre une plus grande propension aux crampes (42,9 %), aux nausées (21,4 %) et aux diarrhées (7,1 %) mais moins de douleurs et de fatigue que le coureur moyen.

Comme dans toute course d'ultrafond, il existe des risques de décès lors d'événements sportifs extrêmes. On dénombre sept décès dans l'histoire de cette épreuve depuis la création en 1921 jusqu'à 2007. 

## Vainqueurs
| Année   | Montée (m) descente (d)                                | Temps                                                  | Hommes                                                 | Pays                                                   | Temps                                                  | Femmes                                                 | Pays                                                   |                                                        |
| ------- | ------------------------------------------------------ | ------------------------------------------------------ | ------------------------------------------------------ | ------------------------------------------------------ | ------------------------------------------------------ | ------------------------------------------------------ | ------------------------------------------------------ | ------------------------------------------------------ |
| 2025    | d                                                      |                                                        |                                                        |                                                        |                                                        |                                                        |                                                        |                                                        |
| 2024    | m                                                      | 5 h 25 min 00 s                                        | Piet Wiersma (nl)                                      | Pays-Bas                                               | 5 h 49 min 46 s                                        | Gerda Steyn3                                           | Afrique du Sud                                         |                                                        |
| 2023    | d                                                      | 5 h 13 min 58 s                                        | Tete Dijana (en)2                                      | Afrique du Sud                                         | 5 h 44 min 55 s                                        | Gerda Steyn2                                           | Afrique du Sud                                         |                                                        |
| 2022    | m                                                      | 5 h 30 min 38 s                                        | Tete Dijana                                            | Afrique du Sud                                         | 6 h 17 min 48 s                                        | Alexandra Morozova                                     | Russie                                                 |                                                        |
| 2021    | Course annulée en raison de la pandémie de Covid-19    | Course annulée en raison de la pandémie de Covid-19    | Course annulée en raison de la pandémie de Covid-19    | Course annulée en raison de la pandémie de Covid-19    | Course annulée en raison de la pandémie de Covid-19    | Course annulée en raison de la pandémie de Covid-19    | Course annulée en raison de la pandémie de Covid-19    |                                                        |
| 2020    | Course annulée en raison de la pandémie de Covid-19    | Course annulée en raison de la pandémie de Covid-19    | Course annulée en raison de la pandémie de Covid-19    | Course annulée en raison de la pandémie de Covid-19    | Course annulée en raison de la pandémie de Covid-19    | Course annulée en raison de la pandémie de Covid-19    | Course annulée en raison de la pandémie de Covid-19    |                                                        |
| 2019    | m                                                      | 5 h 31 min 33 s                                        | Edward Mothibi                                         | Afrique du Sud                                         | 5 h 58 min 53 s                                        | Gerda Steyn                                            | Afrique du Sud                                         |                                                        |
| 2018    | d                                                      | 5 h 26 min 34 s                                        | Bongmusa Mthembu3                                      | Afrique du Sud                                         | 6 h 10 min 03 s                                        | Ann Ashworth                                           | Afrique du Sud                                         |                                                        |
| 2017    | m                                                      | 5 h 35 min 34 s                                        | Bongmusa Mthembu2                                      | Afrique du Sud                                         | 6 h 27 min 35 s                                        | Camille Herron                                         | États-Unis                                             |                                                        |
| 2016    | d                                                      | 5 h 18 min 19 s                                        | David Gatebe                                           | Afrique du Sud                                         | 6 h 25 min 55 s                                        | Charne Bosman                                          | Afrique du Sud                                         |                                                        |
| 2015    | m                                                      | 5 h 38 min 36 s                                        | Gift Kelehe                                            | Afrique du Sud                                         | 6 h 12 min 22 s                                        | Caroline Wostmann                                      | Afrique du Sud                                         |                                                        |
| 2014    | d                                                      | 5 h 28 min 29 s                                        | Bongmusa Mthembu                                       | Afrique du Sud                                         | 6 h 18 min 12 s                                        | Eleanor Greenwood                                      | Royaume-Uni                                            |                                                        |
| 2013    | m                                                      | 5 h 32 min 09 s                                        | Claude Moshiywa                                        | Afrique du Sud                                         | 6 h 27 min 09 s                                        | Elena Nurgalieva8                                      | Russie                                                 |                                                        |
| 2012    | d                                                      | 5 h 31 min 03 s                                        | Ludwick Mamabolo                                       | Afrique du Sud                                         | 6 h 07 min 12 s                                        | Elena Nurgalieva7                                      | Russie                                                 |                                                        |
| 2011    | m                                                      | 5 h 32 min 45 s                                        | Stephen Muzhingi3                                      | Zimbabwe                                               | 6 h 24 min 11 s                                        | Elena Nurgalieva6                                      | Russie                                                 |                                                        |
| 2010    | d                                                      | 5 h 29 min 01 s                                        | Stephen Muzhingi2                                      | Zimbabwe                                               | 6 h 13 min 03 s                                        | Elena Nurgalieva5                                      | Russie                                                 |                                                        |
| 2009    | d                                                      | 5 h 23 min 27 s                                        | Stephen Muzhingi                                       | Zimbabwe                                               | 6 h 12 min 08 s                                        | Olesya Nurgalieva2                                     | Russie                                                 |                                                        |
| 2008    | m                                                      | 5 h 24 min 49 s                                        | Leonid Shvetsov2                                       | Russie                                                 | 6 h 14 min 38 s                                        | Elena Nurgalieva4                                      | Russie                                                 |                                                        |
| 2007    | d                                                      | 5 h 20 min 49 s                                        | Leonid Shvetsov                                        | Russie                                                 | 6 h 10 min 11 s                                        | Olesya Nurgalieva                                      | Russie                                                 |                                                        |
| 2006    | m                                                      | 5 h 35 min 19 s                                        | Oleg Kharitonov                                        | Russie                                                 | 6 h 09 min 24 s                                        | Elena Nurgalieva3                                      | Russie                                                 |                                                        |
| 2005    | d                                                      | 5 h 27 min 10 s                                        | Sipho Ngomane                                          | Afrique du Sud                                         | 5 h 58 min 50 s                                        | Tatiana Zhyrkova                                       | Russie                                                 |                                                        |
| 2004    | m                                                      | 5 h 31 min 22 s                                        | Vladimir Kotov3                                        | Biélorussie/ Afrique du Sud                            | 6 h 11 min 15 s                                        | Elena Nurgalieva2                                      | Russie                                                 |                                                        |
| 2003    | d                                                      | 5 h 28 min 52 s                                        | Fusi Nhlapo                                            | Afrique du Sud                                         | 6 h 07 min 46 s                                        | Elena Nurgalieva                                       | Russie                                                 |                                                        |
| 2002    | m                                                      | 5 h 30 min 59 s                                        | Vladimir Kotov2                                        | Biélorussie/ Afrique du Sud                            | 6 h 14 min 21 s                                        | Maria Bak3                                             | Allemagne                                              |                                                        |
| 2001    | d                                                      | 5 h 25 min 51 s                                        | Andrew Kelehe                                          | Afrique du Sud                                         | 6 h 13 min 53 s                                        | Elvira Kolpakova                                       | Russie                                                 |                                                        |
| 2000    | m                                                      | 5 h 25 min 33 s                                        | Vladimir Kotov                                         | Biélorussie/ Afrique du Sud                            | 6 h 15 min 35 s                                        | Maria Bak2                                             | Allemagne                                              |                                                        |
| 1999    | d                                                      | 5 h 30 min 10 s                                        | Jaroslaw Janicki                                       | Pologne                                                | 6 h 31 min 03 s                                        | Birgit Lennartz                                        | Allemagne                                              |                                                        |
| 1998    | m                                                      | 5 h 26 min 25 s                                        | Dmitri Grishine2                                       | Russie                                                 | 6 h 38 min 57 s                                        | Rae Bisschoff                                          | Afrique du Sud                                         |                                                        |
| 1997    | d                                                      | 5 h 28 min 37 s                                        | Charl Mattheus                                         | Afrique du Sud                                         | 5 h 58 min 24 s                                        | Ann Trason2                                            | États-Unis                                             |                                                        |
| 1996    | m                                                      | 5 h 29 min 33 s                                        | Dmitri Grishine                                        | Russie                                                 | 6 h 13 min 23 s                                        | Ann Trason                                             | États-Unis                                             |                                                        |
| 1995    | d                                                      | 5 h 34 min 02 s                                        | Shaun Meiklejohn                                       | Afrique du Sud                                         | 6 h 22 min 57 s                                        | Maria Bak                                              | Allemagne                                              |                                                        |
| 1994    | m                                                      | 5 h 38 min 39 s                                        | Alberto Salazar                                        | États-Unis                                             | 6 h 41 min 23 s                                        | Valentina Lyakhova                                     | Russie                                                 |                                                        |
| 1993    | d                                                      | 5 h 39 min 41 s                                        | Charly Doll                                            | Allemagne                                              | 6 h 55 min 07 s                                        | Tilda Tearle                                           | Afrique du Sud                                         |                                                        |
| 1992    | m                                                      | 5 h 46 min 11 s                                        | Jetman Msutu                                           | Afrique du Sud                                         | 6 h 51 min 05 s                                        | Frances van Blerk                                      | Afrique du Sud                                         |                                                        |
| 1991    | d                                                      | 5 h 40 min 53 s                                        | Nick Bester                                            | Afrique du Sud                                         | 6 h 08 min 19 s                                        | Frith van der Merwe3                                   | Afrique du Sud                                         |                                                        |
| 1990    | m                                                      | 5 h 40 min 25 s                                        | Bruce Fordyce9                                         | Afrique du Sud                                         | 7 h 02 min 00 s                                        | Naidene Harrison                                       | Afrique du Sud                                         |                                                        |
| 1989    | d                                                      | 5 h 35 min 51 s                                        | Samuel Tshabalala                                      | Afrique du Sud                                         | 5 h 54 min 43 s                                        | Frith van der Merwe2                                   | Afrique du Sud                                         |                                                        |
| 1988    | m                                                      | 5 h 27 min 42 s                                        | Bruce Fordyce8                                         | Afrique du Sud                                         | 6 h 32 min 56 s                                        | Frith van der Merwe                                    | Afrique du Sud                                         |                                                        |
| 1987    | m                                                      | 5 h 37 min 01 s                                        | Bruce Fordyce7                                         | Afrique du Sud                                         | 6 h 48 min 42 s                                        | Helen Lucre3                                           | Afrique du Sud                                         |                                                        |
| 1986    | d                                                      | 5 h 24 min 07 s                                        | Bruce Fordyce6                                         | Afrique du Sud                                         | 6 h 55 min 01 s                                        | Helen Lucre2                                           | Afrique du Sud                                         |                                                        |
| 1985    | m                                                      | 5 h 37 min 01 s                                        | Bruce Fordyce5                                         | Afrique du Sud                                         | 6 h 53 min 24 s                                        | Helen Lucre                                            | Afrique du Sud                                         |                                                        |
| 1984    | d                                                      | 5 h 27 min 18 s                                        | Bruce Fordyce4                                         | Afrique du Sud                                         | 6 h 46 min 35 s                                        | Lindsay Weight2                                        | Afrique du Sud                                         |                                                        |
| 1983    | m                                                      | 5 h 30 min 12 s                                        | Bruce Fordyce3                                         | Afrique du Sud                                         | 7 h 12 min 56 s                                        | Lindsay Weight                                         | Afrique du Sud                                         |                                                        |
| 1982    | d                                                      | 5 h 34 min 22 s                                        | Bruce Fordyce2                                         | Afrique du Sud                                         | 7 h 04 min 59 s                                        | Cheryl Winn                                            | Afrique du Sud                                         |                                                        |
| 1981    | m                                                      | 5 h 37 min 28 s                                        | Bruce Fordyce                                          | Afrique du Sud                                         | 6 h 44 min 35 s                                        | Isavel Roche-Kelly2                                    | Afrique du Sud                                         |                                                        |
| 1980    | d                                                      | 5 h 38 min 25 s                                        | Alan Robb4                                             | Afrique du Sud                                         | 7 h 18 min 00 s                                        | Isavel Roche-Kelly                                     | Afrique du Sud                                         |                                                        |
| 1979    | m                                                      | 5 h 45 min 02 s                                        | Piet Vorster                                           | Afrique du Sud                                         | 8 h 22 min 41 s                                        | Jan Mallen                                             | Afrique du Sud                                         |                                                        |
| 1978    | d                                                      | 5 h 29 min 14 s                                        | Alan Robb3                                             | Afrique du Sud                                         | 8 h 25 min 00 s                                        | Lettie van Zyl3                                        | Afrique du Sud                                         |                                                        |
| 1977    | m                                                      | 5 h 47 min 00 s                                        | Alan Robb2                                             | Afrique du Sud                                         | 8 h 58 min 00 s                                        | Lettie van Zyl2                                        | Afrique du Sud                                         |                                                        |
| 1976    | d                                                      | 5 h 40 min 53 s                                        | Alan Robb                                              | Afrique du Sud                                         | 9 h 05 min 00 s                                        | Lettie van Zyl                                         | Afrique du Sud                                         |                                                        |
| 1975    | m                                                      | 5 h 53 min 00 s                                        | Derek Preiss2                                          | Afrique du Sud                                         | 10 h 08 min 00 s                                       | Elizabeth Cavanagh2                                    | Afrique du Sud                                         |                                                        |
| 1974    | m                                                      | 6 h 02 min 49 s                                        | Derek Preiss                                           | Afrique du Sud                                         | 10 h 40 min 00 s                                       | Alet Kleynhans                                         | Afrique du Sud                                         |                                                        |
| 1973    | d                                                      | 5 h 39 min 09 s                                        | Dave Levick                                            | Afrique du Sud                                         | 8 h 40 min 00 s                                        | Maureen Holland4                                       | Afrique du Sud                                         |                                                        |
| 1972    | m                                                      | 5 h 48 min 57 s                                        | Mick Orton                                             | Royaume-Uni                                            | 9 h 26 min 00 s                                        | Maureen Holland3                                       | Afrique du Sud                                         |                                                        |
| 1971    | d                                                      | 5 h 47 min 06 s                                        | Dave Bagshaw3                                          |                                                        | 8 h 37 min 00 s                                        | Maureen Holland2                                       | Afrique du Sud                                         |                                                        |
| 1970    | m                                                      | 5 h 51 min 27 s                                        | Dave Bagshaw2                                          |                                                        | 10 h 50 min 00 s                                       | Elizabeth Cavanagh                                     | Afrique du Sud                                         |                                                        |
| 1969    | d                                                      | 5 h 45 min 35 s                                        | Dave Bagshaw                                           | Afrique du Sud                                         |                                                        |                                                        |                                                        |                                                        |
| 1968    | m                                                      | 6 h 01 min 11 s                                        | Jack Mekler5                                           |                                                        |                                                        |                                                        |                                                        |                                                        |
| 1967    | d                                                      | 5 h 54 min 10 s                                        | Manie Kuhn                                             | Afrique du Sud                                         |                                                        |                                                        |                                                        |                                                        |
| 1966    | m                                                      | 6 h 14 min 07 s                                        | Tommy Malone                                           | Afrique du Sud                                         | 9 h 30 min 00 s                                        | Maureen Holland                                        | Afrique du Sud                                         |                                                        |
| 1965    | d                                                      | 5 h 51 min 09 s                                        | Bernard Gomersall                                      | Royaume-Uni                                            | 10 h 07 min 00 s                                       | Mavis Hutchinson                                       | Afrique du Sud                                         |                                                        |
| 1964    | m                                                      | 6 h 09 min 54 s                                        | Jack Mekler4                                           |                                                        |                                                        |                                                        |                                                        |                                                        |
| 1963    | d                                                      | 5 h 51 min 20 s                                        | Jack Mekler3                                           |                                                        |                                                        |                                                        |                                                        |                                                        |
| 1962    | m                                                      | 5 h 57 min 05 s                                        | John Smith                                             | Royaume-Uni                                            |                                                        |                                                        |                                                        |                                                        |
| 1961    | d                                                      | 6 h 07 min 07 s                                        | George Claassen                                        | Afrique du Sud                                         |                                                        |                                                        |                                                        |                                                        |
| 1960    | m                                                      | 5 h 56 min 32 s                                        | Jack Mekler2                                           |                                                        |                                                        |                                                        |                                                        |                                                        |
| 1959    | d                                                      | 6 h 28 min 11 s                                        | Trevor Allen2                                          |                                                        |                                                        |                                                        |                                                        |                                                        |
| 1958    | m                                                      | 6 h 26 min 26 s                                        | Jack Mekler                                            | Afrique du Sud                                         |                                                        |                                                        |                                                        |                                                        |
| 1957    | d                                                      | 6 h 13 min 55 s                                        | Mercer Davies                                          | Afrique du Sud                                         |                                                        |                                                        |                                                        |                                                        |
| 1956    | m                                                      | 6 h 33 min 35 s                                        | Gerald Walsh2                                          |                                                        |                                                        |                                                        |                                                        |                                                        |
| 1955    | d                                                      | 6 h 06 min 32 s                                        | Gerald Walsh                                           | Afrique du Sud                                         |                                                        |                                                        |                                                        |                                                        |
| 1954    | m                                                      | 6 h 12 min 55 s                                        | Wally Hayward5                                         | Afrique du Sud                                         |                                                        |                                                        |                                                        |                                                        |
| 1953    | d                                                      | 5 h 52 min 30 s                                        | Wally Hayward4                                         | Afrique du Sud                                         |                                                        |                                                        |                                                        |                                                        |
| 1952    | m                                                      | 7 h 00 min 02 s                                        | Trevor Allen                                           | Afrique du Sud                                         |                                                        |                                                        |                                                        |                                                        |
| 1951    | d                                                      | 6 h 14 min 08 s                                        | Wally Hayward3                                         | Afrique du Sud                                         |                                                        |                                                        |                                                        |                                                        |
| 1950    | m                                                      | 6 h 46 min 25 s                                        | Wally Hayward2                                         | Afrique du Sud                                         |                                                        |                                                        |                                                        |                                                        |
| 1949    | d                                                      | 6 h 23 min 21 s                                        | Reg Allison                                            | Afrique du Sud                                         |                                                        |                                                        |                                                        |                                                        |
| 1948    | m                                                      | 7 h 13 min 52 s                                        | William Savage2                                        |                                                        |                                                        |                                                        |                                                        |                                                        |
| 1947    | d                                                      | 6 h 41 min 05 s                                        | Hardy Ballington5                                      |                                                        |                                                        |                                                        |                                                        |                                                        |
| 1946    | m                                                      | 7 h 02 min 40 s                                        | Bill Cochrane2                                         |                                                        |                                                        |                                                        |                                                        |                                                        |
| 1941-45 | Pas de course en raison de la Deuxième Guerre mondiale | Pas de course en raison de la Deuxième Guerre mondiale | Pas de course en raison de la Deuxième Guerre mondiale | Pas de course en raison de la Deuxième Guerre mondiale | Pas de course en raison de la Deuxième Guerre mondiale | Pas de course en raison de la Deuxième Guerre mondiale | Pas de course en raison de la Deuxième Guerre mondiale | Pas de course en raison de la Deuxième Guerre mondiale |
| 1940    | m                                                      | 6 h 39 min 23 s                                        | Allen Boyce                                            | Afrique du Sud                                         |                                                        |                                                        |                                                        |                                                        |
| 1939    | d                                                      | 6 h 22 min 05 s                                        | Johnny Coleman2                                        |                                                        |                                                        |                                                        |                                                        |                                                        |
| 1938    | m                                                      | 6 h 32 min 26 s                                        | Hardy Ballington4                                      |                                                        |                                                        |                                                        |                                                        |                                                        |
| 1937    | d                                                      | 6 h 23 min 11 s                                        | Johnny Coleman                                         | Afrique du Sud                                         |                                                        |                                                        |                                                        |                                                        |
| 1936    | m                                                      | 6 h 46 min 14 s                                        | Hardy Ballington3                                      |                                                        |                                                        |                                                        |                                                        |                                                        |
| 1935    | d                                                      | 6 h 30 min 05 s                                        | Bill Cochrane                                          | Afrique du Sud                                         |                                                        |                                                        |                                                        |                                                        |
| 1934    | m                                                      | 7 h 09 min 03 s                                        | Hardy Ballington2                                      |                                                        |                                                        |                                                        |                                                        |                                                        |
| 1933    | d                                                      | 6 h 50 min 37 s                                        | Hardy Ballington                                       | Afrique du Sud                                         | 9 h 31 min 25 s                                        | Geraldine Watson3                                      |                                                        |                                                        |
| 1932    | m                                                      | 7 h 41 min 58 s                                        | William Savage                                         | Afrique du Sud                                         | 11 h 56 min 00 s                                       | Geraldine Watson2                                      |                                                        |                                                        |
| 1931    | d                                                      | 7 h 16 min 30 s                                        | Phil Masterton-Smith                                   | Afrique du Sud                                         | > 11 h                                                 | Geraldine Watson                                       | Afrique du Sud                                         |                                                        |
| 1930    | m                                                      | 7 h 27 min 26 s                                        | Wally Hayward                                          | Afrique du Sud                                         |                                                        |                                                        |                                                        |                                                        |
| 1929    | d                                                      | 7 h 52 min 00 s                                        | Darrell Dale                                           | Afrique du Sud                                         |                                                        |                                                        |                                                        |                                                        |
| 1928    | m                                                      | 7 h 49 min 07 s                                        | Frank Sutton                                           | Afrique du Sud                                         |                                                        |                                                        |                                                        |                                                        |
| 1927    | d                                                      | 6 h 40 min 56 s                                        | Arthur Newton5                                         |                                                        |                                                        |                                                        |                                                        |                                                        |
| 1926    | m                                                      | 6 h 57 min 46 s                                        | Harry Phillips                                         | Afrique du Sud                                         |                                                        |                                                        |                                                        |                                                        |
| 1925    | d                                                      | 6 h 24 min 45 s                                        | Arthur Newton4                                         |                                                        |                                                        |                                                        |                                                        |                                                        |
| 1924    | m                                                      | 6 h 58 min 22 s                                        | Arthur Newton3                                         |                                                        |                                                        |                                                        |                                                        |                                                        |
| 1923    | d                                                      | 6 h 56 min 00 s                                        | Arthur Newton2                                         |                                                        | 11 h 35 min 00 s                                       | Frances Hayward                                        | Afrique du Sud                                         |                                                        |
| 1922    | m                                                      | 8 h 40 min 00 s                                        | Arthur Newton                                          | Afrique du Sud                                         |                                                        |                                                        |                                                        |                                                        |
| 1921    | d                                                      | 8 h 59 min 00 s                                        | Bill Rowan                                             | Afrique du Sud                                         |                                                        |                                                        |                                                        |                                                        |

## Participants
| Année | Participation | dont femmes | Parcours (en km) | Montée (m) Descente (d) |
| ----- | ------------- | ----------- | ---------------- | ----------------------- |
| 2010  | 14 343        | 3 129       | 89,28            | d                       |
| 2009  | 10 006        | 1 748       | 89,17            | d                       |
| 2008  | 8 631         | 1 411       | 86,94            | m                       |
| 2007  | 10 052        | 1 765       | 89,17            | d                       |
| 2006  | 9 847         | 1 607       | 87,5             | m                       |
| 2005  | 11 729        | 2 000       | 89,17            | d                       |
| 2004  | 10 125        | 1 563       | 86,75            | m                       |
| 2003  | 11 416        | 1 868       | 89,18            | d                       |
| 2002  | 9 027         | 1 186       | 86,5             | m                       |
| 2001  | 11 090        | 1 664       | 89,0             | d                       |
| 2000  | 20 030        | 3 304       | 87,6             | m                       |
| 1999  | 11 290        | 1 467       | 89,9             | d                       |
| 1998  | 10 496        | 1 284       | 87,3             | m                       |
| 1997  | 11 357        | 1 367       | 89,9             | d                       |
| 1996  | 11 268        | 1 232       | 86,7             | m                       |
| 1995  | 10 542        | 1 185       | 90,7             | d                       |
| 1994  | 10 275        | 1 078       | 86,7             | m                       |
| 1993  | 11 323        | 1 098       | 89,9             | d                       |
| 1992  | 10 696        | 869         | 86,7             | m                       |
| 1991  | 12 082        | 921         | 89,2             | d                       |
| 1990  | 10 273        | 647         | 87,4             | m                       |
| 1989  | 10 507        | 670         | 89,6             | d                       |
| 1988  | 10 363        | 544         | 87,5             | m                       |
| 1987  | 8 376         | 407         | 87,5             | m                       |
| 1986  | 9 654         | 431         | 88,8             | d                       |
| 1985  | 8 192         | 300         | 88,6             | m                       |
| 1984  | 7 104         | 260         | 89,8             | d                       |
| 1983  | 5 365         | 157         | 87,7             | m                       |
| 1982  | 4 602         | 100         | 91,4             | d                       |
| 1981  | 3 661         | 59          | 87,9             | m                       |
| 1980  | 3 978         | 33          | 89,8             | d                       |
| 1979  | 2 821         | 11          | 90               | m                       |
| 1978  | 2 601         | 8           | 90               | d                       |
| 1977  | 1 670         | 6           | 89,7             | m                       |
| 1976  | 1 409         | 5           | 90,1             | d                       |
| 1975  | 1 237         | 1           | 89,9             | m                       |
| 1974  | 1162          |             | 88               | m                       |
| 1973  | 1 225         |             | 88               | d                       |
| 1972  | 976           |             | 90,4             | m                       |
| 1971  | 931           |             | 92               | d                       |
| 1970  | 640           |             | 90,1             | m                       |
| 1969  | 587           |             | 88               | d                       |
| 1968  | 438           |             | 86,9             | m                       |
| 1967  | 417           |             | 86,9             | d                       |
| 1966  | 261           |             | 86,9             | m                       |
| 1965  | 284           |             | 86,9             | d                       |
| 1964  | 205           |             | 86,9             | m                       |
| 1963  | 149           |             | 86,9             | d                       |
| 1962  | 109           |             | 86,9             | m                       |
| 1961  | 98            |             | 86,9             | d                       |
| 1960  | 80            |             | 86,9             | m                       |
| 1959  | 70            |             | 86,9             | d                       |
| 1958  | 34            |             | 86,9             | m                       |
| 1957  | 62            |             | 86,9             | d                       |
| 1956  | 55            |             | 86,9             | m                       |
| 1955  | 64            |             | 86,9             | d                       |
| 1954  | 34            |             | 86,9             | m                       |
| 1953  | 26            |             | 86,9             | d                       |
| 1952  | 23            |             | 86,9             | m                       |
| 1951  | 25            |             | 86,9             | d                       |
| 1950  | 20            |             | 86,9             | m                       |
| 1949  | 32            |             | 86,9             | d                       |
| 1948  | 24            |             | 86,9             | m                       |
| 1947  | 23            |             | 86,9             | d                       |
| 1946  | 8             |             | 86,9             | m                       |
| 1940  | 10            |             | 86,9             | m                       |
| 1939  | 21            |             | 86,9             | d                       |
| 1938  | 11            |             | 86,9             | m                       |
| 1937  | 19            |             | 86,9             | d                       |
| 1936  | 13            |             | 86,7             | m                       |
| 1935  | 34            |             | 86,7             | d                       |
| 1934  | 24            |             | 86,7             | m                       |
| 1933  | 57            |             | 86,7             | d                       |
| 1932  | 24            |             | 86,7             | m                       |
| 1931  | 30            |             | 86,7             | d                       |
| 1930  | 29            |             | 86,7             | m                       |
| 1929  | 19            |             | 86,9             | d                       |
| 1928  | 13            |             | 90,1             | m                       |
| 1927  | 21            |             | 86,9             | d                       |
| 1926  | 14            |             | 86,9             | m                       |
| 1925  | 24            |             | 87,5             | d                       |
| 1924  | 16            |             | 86,9             | m                       |
| 1923  | 31            |             | 86,9             | d                       |
| 1922  | 26            |             | 86,9             | m                       |
| 1921  | 17            |             | 87,9             | d                       |

### Cas de tricherie
- En 1992, la course a été remportée par Charl Mattheus, mais il a été disqualifié pour avoir fait usage de substances interdites.
- En 1999, le coureur Sergio Moetsoeneng termine 9e, mais on découvre qu'il n'a couru qu'une partie de la course, son frère jumeau ayant emprunté son dossard à plusieurs reprises. La supercherie a été découverte car Sergio portait sa montre au bras droit tandis que son frère la portait au bras gauche[7],[8]. Ils sont bannis des courses.

## Records

### Athlètes les plus rapides
|        | Parcours | Athlète          | Pays           | Année | Temps           |
| ------ | -------- | ---------------- | -------------- | ----- | --------------- |
| Hommes | Descente | Tete Dijana (en) | Afrique du Sud | 2023  | 5 h 13 min 58 s |
|        | Montée   | Leonid Chvetsov  | Russie         | 2008  | 5 h 24 min 49 s |
| Femmes | Descente | Gerda Steyn      | Afrique du Sud | 2023  | 5 h 44 min 55 s |
|        | Montée   | Gerda Steyn      | Afrique du Sud | 2024  | 5 h 49 min 46 s |

### Athlètes les plus titrés
| Hommes             | Victoires | Pays           | Femmes              | Victoires | Pays           |
| ------------------ | --------- | -------------- | ------------------- | --------- | -------------- |
| Bruce Fordyce      | 9         | Afrique du Sud | Elena Nurgalieva    | 8         | Russie         |
| Arthur Newton (en) | 5         | Afrique du Sud | Maureen Holland     | 4         | Afrique du Sud |
| Hardy Ballington   | 5         | Afrique du Sud | Lettie van Zyl      | 3         | Afrique du Sud |
| Wally Hayward      | 5         | Afrique du Sud | Helen Lucre         | 3         | Afrique du Sud |
| Jack Mekler (en)   | 5         | Afrique du Sud | Frith van der Merwe | 3         | Afrique du Sud |
| Alan Robb          | 4         | Afrique du Sud | Maria Bak           | 3         | Allemagne      |